# Relatoría Especial para la Libertad de Expresión de la CIDH
La Relatoría Especial para la Libertad de Expresión de la Organización de los Estados Americanos (OEA) fue establecida por la Comisión Interamericana de Derechos Humanos (CIDH) en 1997 para supervisar el cumplimiento de la Convención Americana sobre Derechos Humanos por parte de los Estados miembros de la OEA en materia de libertad de expresión . 
La oficina analiza las denuncias de violaciones de libertad de expresión recibidas por la CIDH y asesora a la Comisión sobre casos, incluidas las solicitudes de "medidas cautelares" de los Estados miembros de la OEA para proteger a periodistas y otras personas que enfrentan amenazas o el riesgo de daños irreparables. 
En los casos que involucran una violación grave de la libertad de expresión, la persona al frente de la Relatoría Especial emite comunicados de prensa sobre la información que ha recibido, expresa su preocupación a las autoridades y hace recomendaciones para restablecer este derecho. En otros casos, el relator o relatora especial contacta directamente a las autoridades gubernamentales para obtener más información y / o solicitar que el gobierno tome medidas para rectificar el daño que se ha infligido. 
También realiza recomendaciones a los Estados miembros de la OEA para reformar las leyes y reglamentos que violan los derechos de libre expresión garantizados por la Convención. 
El relator o relatora especial participa en actividades de educación, capacitación y otras actividades para promover el derecho a la libertad de expresión y apoyar a periodistas locales y personas defensoras de derechos humanos, y lleva a cabo misiones de investigación para informes de abusos en los Estados miembros de la OEA. 
Cada año se emite un informe anual que detalla el estado de la libertad de prensa y la libertad de expresión en cada país de las Américas. 
Esta Relatoría de la OEA es uno de los cuatro Mecanismos Internacionales para la Promoción de la Libertad de Expresión junto a la Relatoría Especial de la ONU sobre Libertad de Opinión y Expresión, la Comisión Africana de Derechos Humanos y de los Pueblos y el Representante de la OSCE para la Libertad en los Medios. Desde 1999, cada año, emiten una declaración conjunta llamando la atención sobre las preocupaciones mundiales en relación con la libertad de expresión.

## Responsables al frente de la relatoría especial
- Santiago A. Cantón (Argentina)   : 1998-2002
- Eduardo Bertoni (Argentina)   : 2002-2006
- Ignacio Álvarez (Venezuela)   : 2006-2008
- Catalina Botero (Colombia)   : 2008-2014
- Edison Lanza (Uruguay): 2014 - 2020
- Pedro Vaca (Colombia): 2020 - actualidad